# Pegram
Pegram est une municipalité américaine située dans le comté de Cheatham au Tennessee.
Selon le recensement de 2010, Pegram compte 2 093 habitants. La municipalité s'étend sur 7,72 milles carrés (19,99 km2).
Fondée par Joseph Hanna, la localité doit son nom à la famille Pegram, qui possédait d'importantes propriétés dans la région. Pegram devient une municipalité en 1972.